# Hissène Habré
Hissène Habré (arabsky حسين حبري Ḥusaīn Ḥabrī, také vyslovováno Hissen Habré; 13. srpna 1942 – 24. srpna 2021) byl čadský politik a prezident země v letech 1982–1990. Do úřadu byl dosazen s podporou Francie a USA. Během jeho vlády došlo ke konfliktu mezi Libyí a Čadem, ve kterém byl Čad podporován Francií. I přes čadské vítězství zůstala jeho vláda slabá, se silnou opozicí v etniku Zaghawa. Jednotky věrné Habrému byly v listopadu 1990 poraženy při ofenzivě povstalců vedených Idrissem Déby, pozdějším čadským prezidentem. Habré uprchl do exilu v Senegalu.
V roce 2016 byl soudem v Senegalu shledán vinným v případu porušování lidských práv, včetně znásilňování, sexuálního otroctví a příkazů k zabití 40 000 lidí, a odsouzen k doživotnímu vězení. Jde o první bývalou hlavu státu, která byla odsouzena za zločiny proti lidskosti soudem jiného státu.